# BEST FICTION
『BEST FICTION』（ベスト・フィクション）は、日本の女性歌手、安室奈美恵の3枚目のベスト・アルバム。CD+DVD、CDは2008年7月30日に発売。PLAYBUTTONは2012年6月27日に発売。発売元はavex trax。

## 解説
前作「LOVE ENHANCED ♥ single collection」より6年ぶりのベストアルバム。小室哲哉のプロデュースを離れてからSUITE CHICでの活動を経て、自身による選曲・アイデアなどセルフ・プロデュースを始めた6年間の楽曲を収録。1998年の「I HAVE NEVER SEEN」以来、9年3か月ぶりに首位を獲得した「60s 70s 80s」までのシングル曲15曲に「Do Me More」、「Sexy Girl」の新曲2曲を加えた全17曲がリマスタリング音源にて収録。DVDには、全曲のミュージック・ビデオを完全収録。
CD+DVD、CDともに初回限定盤はデジパック仕様で、先着購入特典は店舗によって絵柄の異なるB2ポスター。
2012年6月27日にPLAYBUTTONが限定生産盤として発売された。
同年9月16日にデビュー20周年を記念して、CDの期間限定スペシャルプライス盤が発売された（12月25日までの期間限定発売）。
本作は、第50回日本レコード大賞において最優秀アルバム賞を受賞した。
2017年9月時点でTSUTAYAにおいて累計193万回以上がレンタルされ、同時点でTSUTAYAにおけるベスト盤のレンタル回数では歴代19位である。

## コンセプト・背景
タイトルは「最近やってきたものは最高のつくりもの（ベストなフィクション）」という自身のコメントから付けられており、小室哲哉プロデュース期のノンフィクションに対して、自身がイメージする強い女性像を作り上げているフィクションと表現。ジャケットには、タイトルにちなんだフィクションっぽさを演出するため、エアブラシ加工が施された写真を使用。
「White Light」は、本作でアルバム初収録となった。この曲は、クリスマスソングなので、夏に出るアルバムには相応しくないと思った安室は、収録するか直前まで迷ったらしいが、ベストアルバムなのに1曲だけ入らないというのは変だということで、収録が決まった。

## チャート成績
また、オリコンでは通算7作目のアルバム首位を獲得。グループ出身女性アーティストのアルバム首位獲得数記録で歴代単独1位となった（4つ目の記録保持）。さらに、自身初となる6週連続首位を獲得し、3週目でベストアルバム『181920』以来、10年半ぶりアルバム通算5作目となるミリオンセラーを達成。10代・20代・30代をまたぎ3年代連続で、アルバムのミリオン突破は、史上初の記録となった（3年代連続でなかったら井上陽水が20代・30代・50代の3つの年代でアルバムミリオンを達成している）。また、6週以上の連続首位記録はDREAMS COME TRUEの『MAGIC』以来、14年8か月ぶりとなり、女性ソロ歌手としては（5週以上は現行のアルバムチャートでは例がなく、先行チャートと言えるLPチャートも含んだ場合）久保田早紀の「夢がたり」以来、28年7か月ぶりとなった。
累計出荷枚数は175.6万枚（2009年3月末現在）。累計売上枚数は155.5万枚。

## 楽曲解説

### Do Me More
「Do Me More」（ドゥ・ミー・モア）は、安室奈美恵のデジタル・ダウンロード楽曲で、ベスト・アルバム『BEST FICTION』のリード曲。
自身出演のP&G「プレミアム ヴィダルサスーン」Fashion×Music×VS第2弾キャンペーン・ソング。CMでは“どセクシー”をテーマにショーガールに扮している。ミュージック・ビデオは、アルバムタイトルを象徴したファンタジーの世界観を演出した作りになっており、キッズファッションモデルのアンバー・トンプソンが出演。
2013年1月に日本レコード協会よりPC配信でゴールド認定された。

### Sexy Girl
「Sexy Girl」（セクシー・ガール）は、安室奈美恵のデジタル・ダウンロード楽曲で、ベスト・アルバム『BEST FICTION』のラスト曲。
自身初のNHKのドラマ主題歌となった『乙女のパンチ』の主題歌。主演の山崎静代（しずちゃん）への応援歌になっており、ドラマプロデューサーの貸川聡子からのオファーを受けて制作された楽曲。当初はシングルにする話もあったが、自身の提案により「BEST FICTION」に同時収録された。

## 収録曲

### CD・PLAYBUTTON
1. Do Me More
作詞・作曲・編曲：Nao'ymt
新曲
P&G『プレミアム ヴィダルサスーン』Fashion×Music×VSキャンペーン・ソング（「Show Girl」篇）
2. Wishing On The Same Star
作詞・作曲：Diane Warren
日本語詞：kenko-p
編曲：家原正樹
22ndシングル
東映配給映画『命』主題歌
3. shine more
作詞・作曲：Paul Taylor, Scott Nickoley, Sandra Pires
日本語詞：H.U.B.
編曲：Cobra E
23rdシングル
マンダム『ルシードL プリズムマジックヘアカラー』CMソング
4. Put 'Em Up
作詞：Dallas Austin & Jasper Cameron
作曲・編曲：Dallas Austin
日本語詞：michico
24thシングル、本作は6thアルバム『STYLE』に収録されていたバージョンで収録。
5. SO CRAZY
作詞・作曲：Full Force & Jennifer "JJ" Johnson
日本語詞：michico
ラップ詞：TIGER
編曲：Cobra E
25thシングル
マンダム『ルシードL プリズムマジックヘアカラー』CMソング
6. ALARM
作詞：JUSME
作曲・編曲：MONK
26thシングル、本作は7thアルバム『Queen of Hip-Pop』に収録されていたバージョンで収録。
マンダム『ルシードL プリズムマジックヘアカラー』CMソング
7. ALL FOR YOU
作詞：渡辺なつみ
作曲：松本良喜
編曲：安部潤、松本良喜
27thシングル
フジテレビ系火10ドラマ『君が想い出になる前に』主題歌
8. GIRL TALK
作詞：michico
作曲：T.Kura & michico
編曲：T.Kura
28thシングル
マンダム『ルシードL プリズムマジックヘアカラー』CMソング
9. WANT ME, WANT ME
作詞・作曲：SUGI-V, michico
編曲：SUGI-V
29thシングル
10. White Light
作詞・作曲・編曲：Nao'ymt
30thシングル、アルバム初収録
ドワンゴ「いろメロミックス」キャンペーン・ソング
11. CAN'T SLEEP, CAN'T EAT, I'M SICK
作詞：michico
作曲：T.Kura & michico
編曲：T.Kura
31stシングル
ドワンゴ「イロメロミックスDX」CMソング
エイベックス・グループ・ホールディングス「ミュゥモ」CMソング
12. Baby Don't Cry
作詞・作曲・編曲：Nao'ymt
32ndシングル
フジテレビ系火10ドラマ『ヒミツの花園』主題歌
JOYSOUND「ポケメロ」CMソング
UULA恋愛体感『ファーストクラス』主題歌
13. FUNKY TOWN
作詞：michico
作曲：T.Kura, L.L.Brothers, michico
編曲：T.Kura
33rdシングル
ユニリーバ・ジャパン『新リプトン リモーネ』CMソング
14. NEW LOOK
作詞：michico, Lamont Dozier, Brian Holland, Eddie Holland
作曲：T.Kura, michico, Lamont Dozier, Brian Holland, Eddie Holland
編曲：T.Kura
34thシングル「60s 70s 80s」収録曲、アルバム初収録
P&G『プレミアム ヴィダルサスーン』Fashion×Music×VSキャンペーン・ソング（「60年代」篇）
15. ROCK STEADY
作詞：michico, Aretha Franklin
作曲：MURO, michico, Aretha Franklin
編曲：MURO
34thシングル「60s 70s 80s」収録曲、アルバム初収録
P&G『プレミアム ヴィダルサスーン』Fashion×Music×VSキャンペーン・ソング（「70年代」篇）
16. WHAT A FEELING
作詞：michico, Keith Forsey, Irene Cara
作曲：大沢伸一, michico, Giorgio Moroder
編曲：大沢伸一
34thシングル「60s 70s 80s」収録曲、アルバム初収録
P&G『プレミアム ヴィダルサスーン』Fashion×Music×VSキャンペーン・ソング（「80年代」篇）
17. Sexy Girl
作詞：今井了介
作曲・編曲：今井了介 & USK TRAK
新曲
NHKドラマ8『乙女のパンチ』主題歌

### DVD
1. Do Me More
ディレクター：田中裕介
振付：Akiko
2. Wishing On The Same Star
ディレクター：武藤真志
3. shine more
ディレクター：UGICHIN
振付：Warner
4. Put 'Em Up
ディレクター：UGICHIN
振付：Warner
5. SO CRAZY
ディレクター：武藤真志
振付：Warner
6. ALARM
ディレクター：UGICHIN
振付：Warner
7. ALL FOR YOU
ディレクター：武藤真志
8. GIRL TALK
ディレクター：UGICHIN
振付：CHIHARU（TRF）
9. WANT ME, WANT ME
ディレクター：武藤真志
振付：Warner
10. White Light
ディレクター：武藤真志
11. CAN'T SLEEP, CAN'T EAT, I'M SICK
ディレクター：武藤真志
振付：Shawnette Heard
12. Baby Don't Cry
ディレクター：武藤真志
13. FUNKY TOWN
ディレクター：内野政明
振付：黒須洋壬（THE CONVOY）
14. NEW LOOK
ディレクター：児玉裕一
振付：Moritsune Morita、Nami Segawa、Raymond Johnson
15. ROCK STEADY
ディレクター：田中裕介
振付：SHUN
16. WHAT A FEELING
ディレクター：中村剛
振付：Tetsuharu
17. Sexy Girl
ディレクター：川村ケンスケ
振付：Ako（OH GIRL!）

## 発売形態
| 形態       | 発売日        | 品番         | ジャケット  | 備考                                                         |
| ---------- | ------------- | ------------ | ----------- | ------------------------------------------------------------ |
| CD+DVD     | 2008年7月30日 | AVCD-23650/B | ジャケットA | 初回限定デジパック仕様。予約者限定特典オリジナルB2ポスター。 |
| CD         | 2008年7月30日 | AVCD-23651   | ジャケットB | 初回限定デジパック仕様。予約者限定特典オリジナルB2ポスター。 |
| CD         | 2012年9月16日 | AVCD-38610   | ジャケットB | 期間限定スペシャルプライス盤。                               |
| PLAYBUTTON | 2012年6月27日 | AQZD-50740   | ジャケットA | 限定生産盤。                                                 |